# Матвеева, Юлия Петровна
Юлия Петровна Матвеева (1925—2000) — советская театральная актриса. Заслуженная артистка РСФСР (1960), народная артистка РСФСР (1991).

## Биография
Родилась в 1925 году в Улан-Удэ.
С 1941 года Матвеева работала диетсестрой в детской поликлинике военного госпиталя в Алма-Ате (Казахстан), отвечая за организацию и качество лечебного питания.
Служила в различных театрах, с 1943 года появилась в театральной студии при русском драматическом театре Казахской ССР, а после её окончания выступала во многих городах, в том числе на театральной сцене в Ташкенте, Оренбурге, Владивостоке. Также являлась артисткой Приморского драматического театра (Владивосток). В 1965 году Матвеева стала числиться в труппе Кировского областного драматического театра, где артистка сыграла множество различных ролей.
Избиралась депутатом краевого Совета депутатов трудящихся (Владивосток), два созыва — депутатом Кировского городского Совета. Работала Матвеева в художественном совете театра, была членом правления ВТО и секретарём партийного бюро Кировского драматического театра.
Ушла из жизни в 2000-м году в России.

## Звания и награды

### Звания
- Заслуженная артистка РСФСР (1 июля 1960)[2][3].
- Народная артистка РСФСР (20 мая 1991)[4][5].

### Награды
- Медаль «Ветеран труда»[1].
- Медаль «За доблестный труд в Великой Отечественной войне 1941—1945 гг.»[1].
- Медаль «За доблестный труд в ознаменование 100-летия со дня рождения Владимира Ильича Ленина»[1].
- Юбилейная медаль «50 лет Победы в Великой Отечественной войне 1941—1945 г.»[1].